# Аеропрес
Аеропрес — це пристрій для заварювання кави. Його винайшов у 2005 році Алан Адлер, президент компанії Aerobie. Для приготування мелену каву замочують протягом 10-50 секунд (залежно від помелу і очікуваної міцності), а потім пропускають крізь фільтр натискаючи на поршень трубки. Для цього використовують або спеціальні паперові фільтри для аеропресів, або металеві фільтрувальні диски. Виробник описує отриману каву за міцністю еспресо, але частіше міцність буде залежати від використовуваних фільтрів.

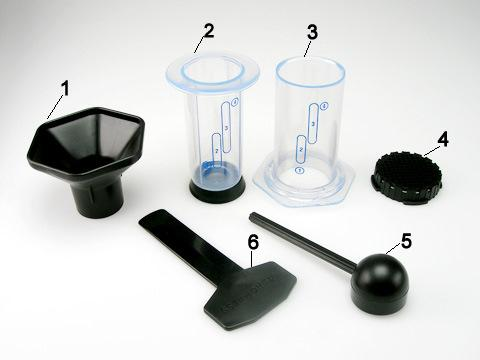
Комплект кавоварки «АероПрес»:
1 — лійка,
2 — поршень,
3 — циліндр,
4 — кришка з перфораціями для мікрофільтру,
5 — мірна ложка,
6 — лопатка-мішалка

Пристрій складається з двох вкладуваних циліндрів. Один із циліндрів має гнучке герметичне ущільнення і поміщається всередину більшого циліндра, який схожий на шприц.
Циліндри відлиті з поліпропілену, тонованого у сірий колір. Перший Аеропрес був відлитий із прозорого полікарбонату, а пізніше із кополіестеру, очищеного і потім тонуваного. Зміна матеріалу із полікарбонату була зумовлена модою ринку на матеріали, які не містять Бісфенол А, хоча ніякого вимивання таких матеріалів не відбувалося. Подальші зміни матеріалу відбулися для покращення міцності та естетичних характеристик.

## Способи заварювання

### Традиційний

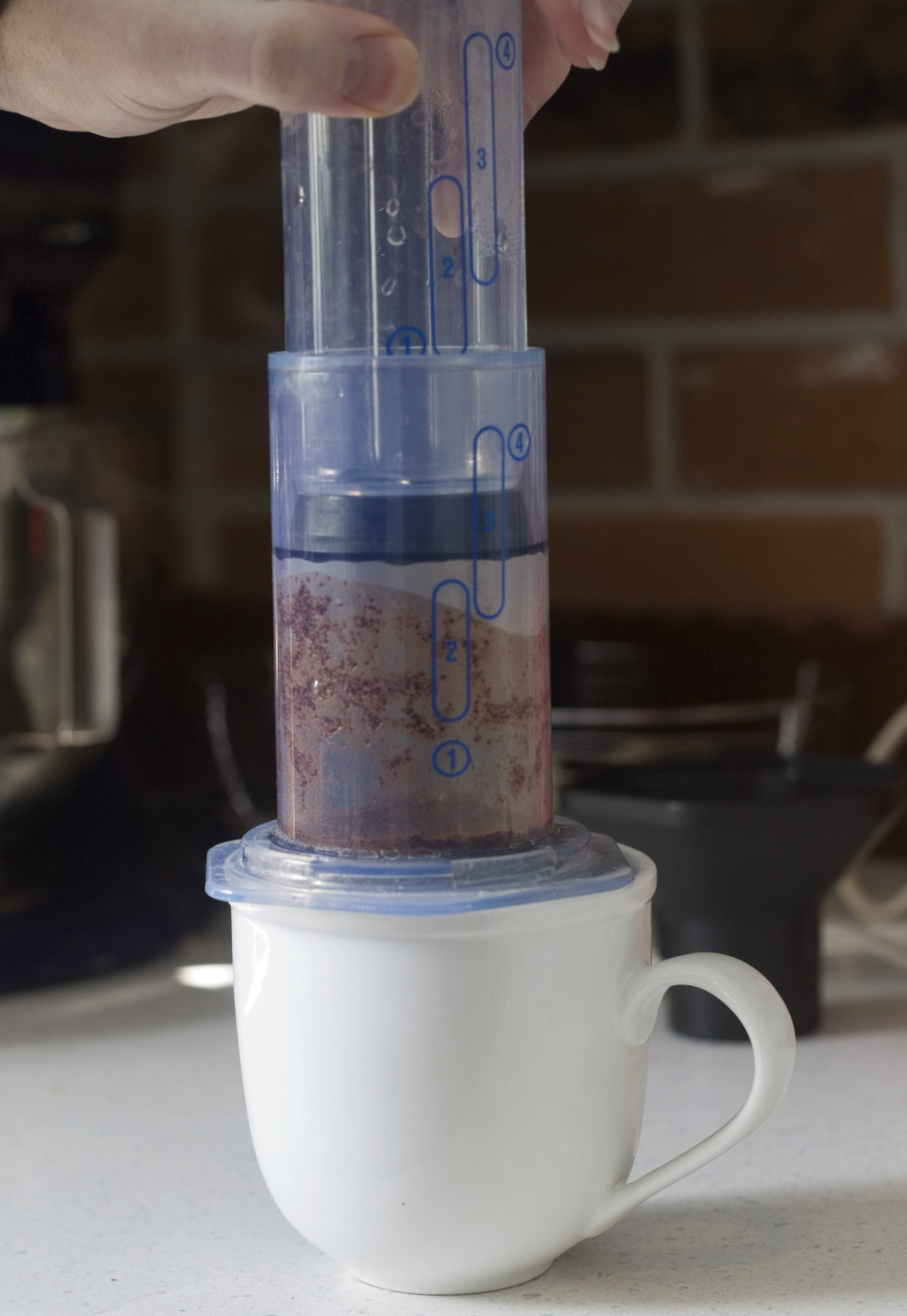
Приготування однієї чашки кави з Аеропресом

Відповідно до інструкції, кави дрібного помелу засипають на паперовий фільтр у нижню частину більшого циліндра. Потім каву заливають гарячою водою з температурою приблизно від 79°C до 85°C; суміш перемішують приблизно 10 секунд перед тим, як продавити суміш через фільтр, штовхаючи поршень вниз.
У різних кавових конкурсах по всьому світу, частіше каву беруть із тоншим помелом, ніж «помел для фільтру», а порція кави відбирається від 14 та 20 г (0,49 та 0,71 унція), на порцію 200-230 мл води при температурі від 80°C до 92°C, час замочування від 30 до 60 секунд.[джерело?]

### Перевернутий
Бариста і любителі кави також розробили методи заварювання, використовуючи інвертований (перевернутий) Аеропрес.
Під час перевернутого заварювання, плунжер поміщають у колонку з самого початку, близько до вершині колонки, і весь Аеропрес стоїть догори ногами, спираючись на верхню частині плунжера. Засипають одна або дві ложки меленої кави, а потім додають воду, і всю суміш перемішують. Поки суміш заварюється, у кришку встановлюють фільтр і зволожують його, щоб він триматися у кришці Аеропресу, яку потім закручують верхній частині колонки. Врешті, як тільки пройде бажаний час заварювання, Аеропрес перевертають фільтром донизу, розміщують пристрій на посудині, і тиснуть на поршень.
Цей спосіб більше схожий на приготування кави у френч-пресі, зокрема, продовжений час заварювання. Ця особливість методу стає корисною для кави грубого помелу, яка не підходить для приготування згідно офіційного методу, такої, яка використовується для приготування кави у френч-пресі.

## Властивості аеропрес кави
- Заявлено, що кава матиме таку ж концентрацію, як і у еспресо[10]
- Вищий рН, ніж у крапельної кави[1]
- Загальний час заварювання 30 секунд[1]

## Відмінності від френч-прес кави
Кава Аеропрес має деякі спільні риси із кавою френч-пресу. Відмінності включають до себе:
- Використовується одноразовий паперовий фільтр, який видаляє більшість твердих речовин кави (у френч-пресі використовується більш грубий дротяний фільтр або нейлонову сітку). Тим не менш, доступні багаторазові металеві фільтри сторонніх виробників.
- Коротший час заварювання, що призводить до менш кислої кави
- Використовується тиск повітря, щоб отримати аромат.
- Використовується дрібніший помел (трохи дрібніший помел, ніж для крапельного приготування, але грубіше, ніж для еспресо-машин), у порівнянні з грубим помелом, який рекомендується для френч-пресу

Компанія Aerobie не рекомендує використовувати багаторазові сітчасті фільтри, заявивши, що кава, яка приготовлена за допомогою паперових фільтрів, краща на смак. Компанія Aerobie не рекомендує мити, сушити і повторно використовувати стандартні паперові фільтри.